# Hannes Mak
Hannes Mak (* 10. November 1982) ist ein österreichischer Politiker der Österreichischen Volkspartei (ÖVP). Seit 2015 ist er Bürgermeister der Gemeinde Gallizien und seit Oktober 2019 Abgeordneter zum Kärntner Landtag.

## Leben

### Ausbildung und Beruf
Hannes Mak besuchte nach der Volksschule Gallizien die Unterstufe des Bundesrealgymnasiums Klagenfurt Lerchenfeld und von 1997 bis 1999 die HTBLA Klagenfurt Mössingerstraße. Anschließend absolvierte er von 1999 bis 2003 eine Lehre (Berufsschule 1 Klagenfurt), von 2011 bis 2013 besuchte er die Werksmeisterschule für Berufstätige der Fachrichtung Maschinenbau.
Mak ist verheiratet und Vater zweier Kinder.

### Politik
Ab März 2009 gehörte er dem Gemeindesrat ab Juni 2014 dem Gemeindevorstand der Gemeinde Gallizien an, wo er im Zuge der Gemeinderats- und Bürgermeisterwahlen in Kärnten 2015 als Nachfolger von Rudolf Tomaschitz-Türk (SPÖ) zum Bürgermeister gewählt wurde. Er trat in einer Stichwahl gegen Holger Miggitsch (SPÖ) an und gewann mit 53,44 Prozent der Stimmen. Bis zur Wahl als Bürgermeister war er bei der Firma Mahle tätig. 2014 wurde er ÖVP-Gemeindeparteiobmann in Gallizien, 2016 folgte er Franz Wieser als Bezirksparteiobmann der ÖVP im Bezirk Völkermarkt nach.
Am 24. Oktober 2019 wurde er in der 32. Gesetzgebungsperiode als Abgeordneter zum Kärntner Landtag angelobt, wo er dem Ausschuss für BürgerInnenbeteiligung, direkte Demokratie und Petitionen sowie dem Ausschuss für Kultur, Sport und Europa angehört. Er rückte für Johann Weber nach, der in den Nationalrat wechselte. Im ÖVP-Landtagsklub fungiert er als Bereichssprecher für Bürgerbeteiligung, Europa, Sport, Brauchtum, Ehrenamt und Vereine.
Im November 2020 wurde er zum ÖVP-Spitzenkandidaten für die Gemeinderatswahl 2021 in Gallizien gewählt. Bei der Landtagswahl in Kärnten 2023 kandidiert er als ÖVP-Spitzenkandidat im Bezirk Völkermarkt und im Wahlkreis Ost an zweiter Stelle.